# Casa-fàbrica Faura
La casa-fàbrica Faura és un conjunt d'edificis situats als carrers de Sant Pere més Alt, 57 i de Trafalgar, 48, dels quals el segon està catalogat com a bé amb elements d'interès (categoria C).

## Història
Segons la Guía de forasteros en Barcelona del 1842, Antoni Faura i Aranyó tenia una fàbrica de teixits de cotó al carrer de Sant Pere més Alt, 68 (actual 57), que a les «Estadístiques» del 1850, tenia 26 telers compostos i 51 treballadors. El 1863 s'anunciava així: «Alta de San Pedro, 57. D. Antonio Faura. Fábrica de tejidos de algodon. Especialidad en cuties de todas clases, anchos y precios. Espediciones á todas partes.»
El 1871, Faura va encarregar al mestre d'obres Antoni Valls i Galí el projecte d'un nou edifici al carrer de Trafalgar.

## Referències

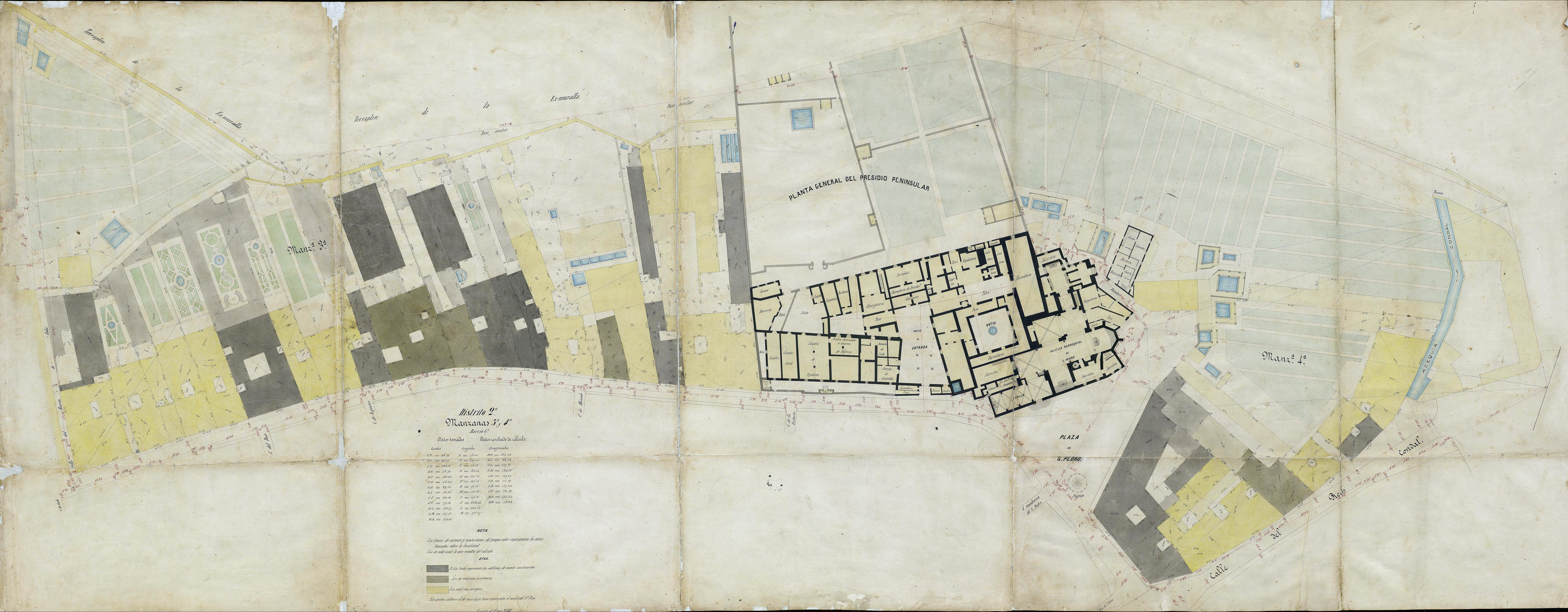
Quarteró núm. 40 de Garriga i Roca (c. 1860)